# National Alliance (USA)
 For alternative betydninger, se National Alliance. (Se også artikler, som begynder med National Alliance)
National Alliance er en amerikansk højreekstremistisk, nazistisk organisation, stiftet af Dr. William L. Pierce. Organisationen er stor i USA, og den har afdelinger flere steder i verden. The National Alliance' største indtægtskilde er pladeselskabet Resistance Records, der sælger "white power rock" over internettet. Organisationen har egen radiokanal, American Dissident Voices, og den udgiver magasinerne National Vanguard og Free Speech.